# Jan Sendorek
Jan Sendorek (ur. 20 października 1896 w Grabiu, zm. 20 marca 1932 w Warszawie) – pułkownik pilot Wojska Polskiego, kawaler Orderu Virtuti Militari.

## Życiorys
Urodził się 20 października 1896 roku w Grabiu, w rodzinie Macieja, kowala, i Agaty z Żarnowskich. W sierpniu 1914 roku zaciągnął się do Legionów Polskich, z czasem osiągając stopień porucznika w 2 pułku piechoty Legionów (był zastępcą dowódcy 2 kompanii). W 1915 roku został ciężko ranny w twarz podczas walk nad Styrem na Wołyniu, po czym przez długi czas przebywał na leczeniu. Po przejściu II Brygady na Ukrainę, został internowany przez Austriaków. W listopadzie 1918 roku przyjęty został do Wojska Polskiego i przydzielony do macierzystego 2 pułku piechoty Legionów. Został w nim dowódcą batalionu i walczył na froncie.
W sierpniu 1919 roku został odkomenderowany z 2 pp Leg. na stanowisko dowódcy uzupełniającego batalionu lotniczego w Warszawie, a następnie w Krakowie, w stopniu podpułkownika. W czasie wojny z bolszewikami, w sierpniu 1920 roku, był organizatorem i dowódcą ochotniczego 240 pułku piechoty.
Po wojnie ukończył Niższą i Wyższą Szkołę Pilotów, po czym w 1922 roku został komendantem Wyższej Szkoły Pilotów w Grudziądzu, pozostając oficerem nadetatowym 2 pułku lotniczego w Krakowie. Z dniem 1 marca 1925 roku został wyznaczony na stanowisko pełniącego obowiązki dowódcy 2 pułku lotniczego. Po przewrocie majowym przeniesiony do Warszawy, tutaj od maja 1926 roku był dowódcą 1 pułku lotniczego. 27 kwietnia 1929 roku został mianowany dowódcą 2 Grupy Aeronautycznej w Poznaniu z jednoczesnym przeniesieniem do kadry oficerów lotnictwa. Od 6 grudnia 1929 do 10 lipca 1930 był słuchaczem IV Kursu Centrum Wyższych Studiów Wojskowych w Warszawie. 3 sierpnia 1931 roku został wyznaczony na stanowisko I zastępcy szefa Departamentu Aeronautyki Ministerstwa Spraw Wojskowych w Warszawie, które pełnił do końca życia
Zmarł 20 marca 1932 roku w Warszawie wskutek zaczadzenia w swoim mieszkaniu. Został pochowany na Cmentarzu Rakowickim w Krakowie w kwaterze wojskowej.
Jego brat Andrzej (1907–1993) był również pilotem wojskowym, uczestnikiem kampanii wrześniowej, pilotem Dywizjonu 306.

## Awanse
- chorąży – 26 maja 1915
- podporucznik – 1 listopada 1915
- porucznik – 1 listopada 1916
- kapitan – 1 grudnia 1919 w piechocie, warunkowo, do czasu zakończenia prac przez Komisję Weryfikacyjną[13].
- major –
- podpułkownik – zweryfikowany ze starszeństwem z dniem 1 czerwca 1919 (w 1924 zajmował 11. lokatę w korpusie oficerów zawodowych aeronautyki)
- pułkownik – 3 maja 1926 ze starszeństwem z dniem 1 lipca 1925 i 2. lokatą w korpusie oficerów zawodowych aeronautyki

## Ordery i odznaczenia
- Krzyż Srebrny Orderu Wojskowego Virtuti Militari nr 6973 (17 maja 1922)[14]
- Krzyż Niepodległości (6 czerwca 1931)[15]
- Krzyż Oficerski Orderu Odrodzenia Polski (10 listopada 1928)[16][17]
- Krzyż Walecznych (czterokrotnie: po raz pierwszy w 1921[18])
- Złota Odznaka Honorowa Ligi Obrony Powietrznej i Przeciwgazowej I stopnia[19]
- Odznaka Pilota
- Krzyż Komandorski Orderu Białego Lwa (Czechosłowacja)
- włoska Odznaka Pilota[20]